# Lista di lampi gamma
La seguente è una lista di importanti lampi gamma (GRB) ordinati cronologicamente. I GRB vengono identificati da un numero di sei cifre che indica la data in cui sono stati scoperti: i primi due numeri corrispondono all'anno, i secondi due al mese, e gli ultimi due al giorno. Se in un dato giorno sono stati scoperti più di un lampo gamma, questi vengono distinti da una lettera alfabetica progressiva in minuscolo posta dopo le sei cifre.
| Burst       | Posizione                                   | Redshift   | Scoperto da  | Note |
| ----------- | ------------------------------------------- | ---------- | ------------ | --- |
| GRB 670702  |                                             |            | Vela 4       | Primo GRB scoperto |
| GRB 790305b |                                             |            |              | Il primo megaflare da SGR (soft gamma repeater) osservato, uno specifico tipo di GRB breve. |
| GRB 830801  |                                             |            |              | Il GRB rilevato più luminoso. |
| GRB 970228  |                                             | z=0,695    | Beppo-SAX    | Il primo GRB con afterglow a raggi X (X-ray) ad essere stato registrato ed è anche il primo GRB con afterglow ottico mai rilevato. |
| GRB 970402  | 14h 50.1m −69° 20′ (J2000)                  |            | Beppo-SAX    | Proveniente da una fonte di raggi X mai osservata prima nella costellazione del Compasso. |
| GRB 970508  |                                             | z=0,835    | Beppo-SAX    | Il primo di cui è stato misurato il redshift ed è anche il primo GRB con radio afterglow ad essere stato registrato. |
| GRB 971214  |                                             | z=3,4      | BATSE        | Il primo GRB con z > 1; il più luminoso dei GRB precoci. |
| GRB 980425  |                                             | z=0,008    | BATSE        | Il più vicino GRB per l'epoca ed il primo associato ad una supernova. |
| GRB 990123  | 15h 25m 29s +44° 45′ 30″ (J2000)            | z=1,6      | Beppo-SAX    | Il primo burst osservato simultaneamente in maniera ottica e nello spettro dei raggi gamma ed è stato accompagnato anche dall'afterglow più luminoso osservato prima del lancio di Swift. |
| GRB 991216  |                                             |            | BATSE        | Il primo burst rilevato dal Chandra X-ray Observatory. |
| GRB 030329  | 10h 44m 49,95957s +21° 31′ 17,4375″ (J2000) | z=0,168    | HETE-2       | Il GRB di durata "classica" più vicino alla Terra. |
| GRB 050509B | 12h 36m 13,8s +28° 59′ 01″ (J2000)          | z=0,225    | Swift        | Fu il primo caso di lampo breve a cui si riuscì ad associare, con sufficiente approssimazione, una sorgente. |
| GRB 050709  |                                             | z=0,161    | HETE-2       | Primo lampo breve con una controparte ottica rilevata. |
| GRB 050724  |                                             | z=0,258    | Swift        | Primo lampo breve con una controparte nello spettro radio, visibile e dei raggi X, è stato oggetto di una associazione ambigua con una galassia ellittica. |
| GRB 050904  | 00h 54m 41s +14° 08′ 17″ (J2000)            | z=6,295    | Swift        | Il GRB con redshift più alto mai osservato fino a quel momento, superato successivamente dal GRB 080913. |
| GRB 060218  |                                             | z=0,0331   | Swift        | Primo GRB accompagnato da una supernova e che è stato possibile seguire da subito dopo il lampo. |
| GRB 060614  | 21h 23m 27.0s −53° 02′ 02″ (J2000)          | z=0,125    | Swift        | Non è chiaro se sia stato un lampo di lunga durata del quale non è stata rilevata la luminosa supernova o un lampo di breve durata con una emissione di raggi gamma di estremamente lunga durata. |
| GRB 080319B | 14h 31m 40,98s +36° 18′ 8,8″ (J2000)        | z=0,937    | Swift        | Il bagliore del lampo ha stabilito un nuovo record per essere "l'oggetto intrinsicabilmente più luminoso mai osservato da un essere umano nell'universo". |
| GRB 080913  | 04h 22m 54,7s -25° 07′ 46″ (J2000)          | z=6,7      | Swift        | Il lampo gamma ritenuto fino alla scoperta del GRB 090423, per il suo spostamento verso il rosso, il più lontano ed antico. |
| GRB 080916C |                                             | z=4,35     | Fermi        | Per il momento è il GRB più energetico mai osservato. |
| GRB 090423  | 09h 55m 33,08s +18° 08′ 58,9″ (J2000)       | z=8,2,     | Swift        | Il GRB più distante e più lontano nel tempo mai osservato ed è anche il più lontano oggetto celeste che ha avuto conferma spettroscopica. |
| GRB 101225A | 00h 00m 47.51s +44° 36′ 01.1″ (J2000)       | z=0,33     | Swift        | Ha avuto una durata di 28 minuti ed è anche conosciuto come il "Christmas burst" ("lampo di Natale"). |
| GRB 130427A | 11h 32m 32.84s +27° 41′ 56.2″ (J2000)       | z=0,34     | Swift        | Ha avuto una durata di ore. |
| GRB 160625B | 20h 34m 23,25s +06° 55′ 10,5″ (J2000)       | z=1,406    | Fermi        | Il primo GRB ad essere analizzato nel momento della sua rilevazione. |
| GRB 170817A | 12h 47m −39° 48′ (J2000)                    | z=0,009727 | Fermi        | Nato dalla collisione di stelle a neutroni che ha prodotto l'onda gravitazionale chiamato GW170817, è anche il GRB più vicino ad oggi. |
| GRB 190114C | 03h 38m 1.63s −26° 56′ 48.1″ (J2000)        | z=0,4245   | Swift; Fermi | La luce dell'afterglow emessa subito dopo il lampo si è scoperto essere, per la prima volta, una radiazione di 1 tera elettronVolt (TeV) originata da un'emissione Compton inversa. La fonte riporta: "la luce rilevata dall'oggetto aveva la più alta energia ma osservata: 1 Tera elettronVolt (TeV) -- circa un trilione di volte l'energia trasportata per fotone nella luce visibile" ma anche "la luce più luminosa mai osservata dalla Terra [...] [la] più grande esplosione nell'universo dal Big Bang" e "questo rilevamento è da considerarsi una pietra miliare nell'astrofisica dell'alta energia". |
| GRB 211211A |                                             | z=0.0785   | Swift; Fermi | Primo GRB lungo da una fusione di un sistema binario di stelle di neutroni. |
| GRB 221009A | 19h 13m 3.48s +19° 46′ 24.6″ (J2000)        | z=0,151    | Swift        | Osservabile per più di 10 ore dopo la sua scoperta, è stato uno dei lampi gamma più vicini alla Terra mai registrati, distando dal nostro pianeta solamente 1,9 miliardi di anni luce, nonché uno dei più energetici e luminosi, tanto che, secondo alcuni, potrebbe essere stato il lampo gamma più energetico di tutti i tempi. |